# Объективная реальность
Объекти́вная реа́льность — мир, существующий независимо от субъекта (человека) и его сознания. Представление о мире, как о внешней (окружающей) реальности, не зависящей от позиции, понимания и восприятия субъекта.
«Движение, пространство, время, жизнь и т. д. — всё это свойства или проявления свойств и взаимодействий различных по степени сложности видов материи, которые в совокупности и образуют мир в целом или всю Объективную реальность (Бытие)».
В материализме обычно представляют объективную реальность как некий механизм, работающий в соответствии со своим устройством, на который люди могут оказывать ограниченное влияние.
В религии и оккультизме считается, что мир раскрывается человеку в зависимости от его субъективной (духовной) динамики (развития). В основе мира представляются духовные существа (боги), которыми мир был создан (креационизм), и которые могут вмешиваться в работу «механизма» мира (теизм) или не вмешиваться (деизм).
В агностицизме считается, что «объективная реальность» как она есть недоступна полному познанию и пониманию человека.
По мнению некоторых учёных[кого?], сам термин «объективная реальность», введённый в отечественной философской традиции, представляет собой пример логической ошибки (плеоназм), поскольку уже понятие «реальность» обозначает данность, свободную от субъективных влияний. В подобном смысле даже иллюзии являются «реальностью» для конкретной психики в случае, если мы рассматриваем их как закономерное продолжение психических состояний личности и суммы внешних влияний (такие иллюзии могут быть даже отражены в истории психической болезни, или быть объектом научных опытов). С другой стороны, именно это и является логическим отделением восприятия и реальности, а следовательно, сам термин объективная реальность — подчеркивает разницу между восприятием реальности и действительностью — осуществлённой реальностью.
В смысле «объективного, самодостаточного» источника воздействий на когнитивный процесс используется и понятие «творцы истины (англ. truth-makers) эмпирических предложений».